# Liaïssan Outiacheva
Liaïssan Albertovna Outiacheva (en russe : Ляйса́н Альбе́ртовна Утя́шева, en bachkir : Ләйсән Альберт ҡыҙы Үтәшева transcription anglaise : Laysan Utiasheva), souvent orthographié Lyasan Utyasheva est une gymnaste russe, née le 28 juin 1985 à Raïevski en République socialiste soviétique autonome bachkire, RSFSR, en URSS. Elle est également actrice.